# تخريج الحديث
تخريج الحديث يطلق على عزو الحديث إلى من أخرجه من أئمة وعلماء الحديث المعتبرين، والكلام عليه بعد التفتيش عن حاله ورجال مخرجه، ويعد علم تخريج الحديث أحد علوم السنة النبوية في الإسلام.

## تعريف تخريج الحديث
لغة: التخريج في أصل اللغة مأخوذ من (خرج)، وهو أيضاً اجتماع أمرين متضادين في شيء واحد.
ويطلق التخريج على عدة معان. أشهرها:
الاستنباط، التدريب، التوجيه.
التخريج اصطلاحا: هو الدلالة على موضع الحديث في مصادره الأصلية التي أخرجته بسنده، ثم بيان مرتبته عند الحاجة. وقيل: عزو الحديث إلى من أخرجه من أئمة وعلماء الحديث المعتبرين، والكلام عليه بعد التفتيش عن حاله ورجال مخرجه. وقال السخاوي: (التخريج: إخراج المحدث الأحاديث من بطون الأجزاء، والمشيخات والكتب ونحوها، وسياقها من مرويات نفسه أو بعض شيوخه أو أقرانه أو نحو ذلك والكلام عليها وعزوها لمن رواها من أصحاب الكتب والدواوين..)، وقال أيضاً: (وقد يتوسع في إطلاقه على مجرد الإخراج والعزو..).

### الفرق بين التخريج والعزو
بين التخريج والعزو عموم وخصوص، فكل تخريج يمكن أن يشتمل على عزو ولكن ليس كل عزو يتضمن تخريجاً بالمعنى الاصطلاحي. فالتخريج لابد فيه من الكلام على الحديث سنداً ومتناً إضافة إلى العزو (أي:مجرد الإخراج)، بينما في العزو قد يكتفي الباحث بذكر المرجع أو المصدر فقط.

## أهمية التخريج وفوائده
- توثيق الحديث ومعرفة درجته في اصطلاح المحدثين.
- معرفة الزيادة والنقص في متن الحديث، فيعرف ما هو صحيح وما هو شاذ أو منكر أو مدرج.
- تمكين الباحث أو الطالب من الوقوف علي الأحاديث في مصادرها الأصلية أو الثانوية.
- معرفة طرق توثيق النصوص عموما سواء كانت أحاديث أو رجال أو ما إلى ذلك.
- تقوية الحديث الضعيف بحيث يجبر من خلال التخريج بحديث آخر يعضده ويقويه.
- إثبات تواتر الحديث. وذلك لدفع التعارض بالتخريج أو الجمع أو النسخ.
- معرفة الوجوه المختلفة لرواية الحديث مما يساعد في الاستنباط الصحيح للأحكام الفقهية.
- إثبات شهرة الحديث. أو استفاضته بعد أن كان غريبا.
- كشف علل الحديث الظاهرة والباطنة؛ والعلة هي سبب غامض خفي يقدح في صحة الحديث مع أن الظاهر السلامة منها.
- زوال الانقطاع أو الإعضال.
- بيان المهمل في الإسناد وتمييزه كأن يقال حدثنا محمد فيعرف من هو محمد بالتخريج.
- بيان المبهم في الإسناد وتمييزه كأن يقول جاء رجل فيعرف من هو الرجل بالتخريج.
- قد يوجد في الإسناد من يكون بينه وبين غيره اشتراك في الاسم أو الكنية أو اسم الأب أو كلاهما فيميز عن غيره بالتخريج.
- زوال التصحيف أو التحريف في الإسناد أو المتن.
- زوال عنعنة المدلس: كأن يكون في الإسناد رجل عرف بالتدليس وقد روي عن شيخه بالعنعنة.
- زوال الحكم بالشذوذ.
- بيان الإدراج. سواء أكان في الإسناد أو في المتن.
- فائدة تعود على الباحث نفسه وهي تكوين ملكة فقهية لديه في إتقان وسرعة تصويب وعزو النصوص وتوثيقها، واطلاعه على أوجه الاحتمالات للنصوص العلمية ورواياتها.[3][4]

## نشأة علم التخريج وتطوره
التخريج مر بمراحل متعددة ومختلفة فقواعده واسسه النظرية كانت في البداية كلمات و جملا في كتب علوم الحديث و دواوين السنة و شروحها.
- الطور الأول:

رواية النص بإسناده إلى قائله في كتاب مصنف، وهذا الطور يشمل عصر الرواية، وهو عبارة عن القرن الثاني والثالث و الرابع. 
الطور الثاني:
الطور الثالث:
الطور الرابع:
الطور الخامس:

## طرق تخريج الحديث

### الطريقة الأولى
التخريج عن طريق معرفة راوي الحديث من الصحابة. هذه الطريقة يلجأ إليها عندما يكون اسم الصحابي مذكوراً في الحديث الذي يراد تخريجه.
في هذه الطريقة يستعان بثلاثة أنواع من المصنفات وهي:
1- المسانيد، مثل مسند الإمام أحمد بن حنبل.
2- المعاجم، مثل المعجم (الكبير) للطبراني.
3- كتب الأطراف، مثل تحفة الأشراف بمعرفة الأطراف للمزي.

### الطريقة الثانية
التخريج عن طريق معرفة أول لفظ من متن الحديث. ويلجأ إلى هذه الطريقة عندما نتأكد من معرفة أول كلمة من متن الحديث، لأن عدم التأكد من معرفة أول كلمة من الحديث يسبب ضياعاً للجهد.
ويساعد عند اللجوء لهذه الطريقة ثلاث أنواع من المصنفات؛ وهي:
1- الكتب المصنفة في الأحاديث المشتهرة على الألسنة، مثل اللآلئ المنثورة في الأحاديث المشهورة لابن حجر.
2- الكتب التي رتبت الأحاديث فيها على ترتيب حروف المعجم، مثل الجامع الصغير من حديث البشير النذير للسيوطي.
3- المفاتيح والفهارس التي صنفها العلماء لكتب مخصوصة، مثل مفتاح الصحيحين  الحافظ محمد الشريف بن مصطفى التوقادي.

### الطريقة الثالثة
التخريج عن طريق معرفة كلمة يقل دورانها على الألسنة من أي جزء من متن الحديث. يستعان في هذه الطريقة بكتاب (المعجم المفهرس لألفاظ الحديث النبوي) وهو معجم مفهرس لألفاظ الحديث النبوي الموجودة في تسعة مصادر من أشهر مصادر السنة وهي: الكتب الستة وموطأ مالك ومسند أحمد ومسند الدرامي.

### الطريقة الرابعة
التخريج عن طريق معرفة موضوع الحديث. يلجأ إلى هذه الطريقة من رزق الذوق العلمي الذي يمكنه من تحديد موضوع الحديث أو موضوع من موضوعاته إن كان الحديث يتعلق بأكثر من موضوع. يستعان في تخريج الحديث على هذه الطريقة بالمصنفات الحديثة المرتبة على الأبواب والموضوعات ويمكن تقسيمها إلى ثلاثة أقسام، هي:
1- المصنفات التي شملت أبوابها وموضوعاتها جميع أبواب الدين، وهي أنواع وأشهرها (الجوامع – المستخرجات والمستدركات على الجوامع – المجاميع – الزوائد – كتاب مفتاح كنوز السنة).
2- المصنفات التي شملت أبوابها وموضوعاتها أكثر أبواب الدين وهي أنواع، أشهرها (السنن – المصنفات – الموطأت – المستخرجات على السنن).
3- المصنفات المختصة بباب من أبواب الدين، أو جانب من جوانبه وهي أنواع كثيرة ومن أشهرها (الاجزاء – الترغيب والترهيب – الزهد والفضائل والآداب والأخلاق – الأحكام – موضوعات خاصة – كتب الفنون الأخرى – كتب التخريج – الشروح الحديثة والتعليقات عليها).

### الطريقة الخامسة
التخريج عن طريق النظر في حال الحديث متناً و سنداً، أي: إمعان النظر في أحوال الحديث وصفاته التي تكون في متن ذلك الحديث أو سنده ثم البحث عن مخرج ذلك الحديث عن طريق معرفة تلك الحالة أو الصفة في المصنفات التي أفردت لجمع الأحاديث التي فيها تلك الصفة في المتن أو السند. وذلك بالنظر في الحديث إن كان متواترا كحديث من كذب علي متعمدا ...  أو المراسيل والموضوعات فهذه صفة ملازمة للحديث يخرج الحديث منها والله أعلم

## أشهر كتب التخاريج
1- تخريج أحاديث المهذب، لأبي إسحاق الشيرازي.
2- تخريج أحاديث المختصر الكبير، لابن الحاجب.
3- نصب الراية لأحاديث الهداية، للمرغيناني.(الكتاب للمرغيناني والتخريج الزيلعي)
4- تخريج أحاديث الكشاف، للزمخشري.(كتاب الكشاف للزمخشري ويوجد لها تخريجان : أحدهما لجمال الدين أبو محمد عبد الله بن يوسف بن محمد الزيلعي (المتوفى: 762هـ) و الآخر لابن حجر)
5- البدر المنير في تخريج الأحاديث والآثار الواقعى في الشرح الكبير، للرافعي.(الشرح للرافعي و التخريج لابن الملقن)
6- المغني عن حمل الأسفار في الأسفار في تخريج مافي الأحياء من الأخبار، عبد الرحيم العراقي.
7- تخريج الأحاديث التي يشير إليها الترمذي في كل باب، للحافظ العراقي.
8- التلخيص الحبير في تخريج أحاديث شرح الوجيز الكبير، للرافعي.(الشرح للرافعي و التخريج لابن حجر)
9- الدراية في تخريج أحاديث الهداية، للحافظ ابن حجر.
10- تحفة الراوي في تخريج أحاديث البيضاوي، تصنيف عبد الرؤف المناوي.
11-ارواء الغليل في تخريج أحاديث منار السبيل , للعلامة محمد بن ناصر الدين الألباني.